# Esther García Fernández
Esther García Fernández (El Prat de Llobregat, 1993) és regidora de Bon Govern, Comunicació i Atenció a la Ciutadania, del Dret a l’Aigua i l’Energia Públiques i Memòria Democràtica del Prat de Llobregat, a la comarca del Baix Llobregat, per El Prat En Comú.
Va ser elegida regidora per primera vegada a les eleccions municipals del 26 de maig de 2019, anant en 8è lloc de la llista El Prat En Comú-En Comú Guanyem (EPC-ECG). Va assumir la regidoria de Govern Obert i Innovació. Després de les eleccions del 28 de maig de 2023, on va ocupar el 5è lloc de la llista de El Prat en Comú Podem (EPECP), va assumir les regidories de Bon Govern, Comunicació i Atenció a la Ciutadania; del Dret a l’Aigua i l’Energia Públiques; i Memòria Democràtica.